# Sminthopsinae
 (novembre 2024).
Si vous disposez d'ouvrages ou d'articles de référence ou si vous connaissez des sites web de qualité traitant du thème abordé ici, merci de compléter l'article en donnant les références utiles à sa vérifiabilité et en les liant à la section « Notes et références ».
Sous-famille
Tribus de rang inférieur
- Sminthopsini
  - Antechinomys
  - Ningaui
  - Sminthopsis
- Planigalini
  - Planigale

Les Sminthopsinae sont une sous-famille de petits marsupiaux carnivores d'Australie appartenant à la famille des Dasyuridae.

## Classification
- Sous-famille Sminthopsinae
  - Tribu Sminthopsini
    - Genre Antechinomys
      - Antechinomys laniger

    - Genre Ningaui
      - Ningaui ridei
      - Ningaui timealeyi
      - Ningaui yvonnae

    - Genre Sminthopsis
      - Sminthopsis crassicaudata
      - S. macroura
        - Sminthopsis bindi
        - Sminthopsis butleri
        - Sminthopsis douglasi
        - Sminthopsis macroura
        - Sminthopsis virginiae

      - Sminthopsis granulipes
      - S. griseoventer
        - Sminthopsis aitkeni
        - Sminthopsis boullangerensis
        - Sminthopsis griseoventer

      - Sminthopsis longicaudata
      - S. murina
        - Sminthopsis archeri
        - Sminthopsis dolichura
        - Sminthopsis fulginosus
        - Sminthopsis gilberti
        - Sminthopsis leucopus
        - Sminthopsis murina

      - S. psammophila
        - Sminthopsis hirtipes
        - Sminthopsis ooldea
        - Sminthopsis psammophila
        - Sminthopsis youngsoni

  - Tribu Planigalini
    - Genre Planigale
      - Planigale gilesi
      - Planigale ingrami
      - Planigale maculata
      - Planigale novaeguineae
      - Planigale tenuirostris